# Савівальдібе (стадіон)
«Савівальдібе» або «Міський стадіон Шяуляя» (лит. Šiaulių miesto savivaldybės stadionas) — багатофункціональний стадіон у місті Шяуляй, Литва, домашня арена ФА Шяуляй та жіночого «Гінтра Універсітетас».
Стадіон відкритий 1962 року та використовується в основному для проведення футбольних матчів. 
Арена обладнана відеомонітором, трибуною з дахом та простором для людей з обмеженими можливостями. 